# Anthurium michelii
Anthurium michelii là một loài thực vật có hoa trong họ Ráy (Araceae). Loài này được Guillaumin miêu tả khoa học đầu tiên năm 1925.